# Ludvíkův mlýn
Ludvíkův mlýn (Felixovic, Hlaváčův) v Domažlicích je zaniklý vodní mlýn, který stál v centru města západně od náměstí Míru v místech kruhového objezdu na zaniklém náhonu vedeném z řeky Zubřina. V letech 1958–1980 byl chráněn jako nemovitá kulturní památka České republiky.

## Historie
Mlýn je zmíněn roku 1512, kdy zde pracoval mlynář Jan Nosek; poté jej vlastnil Albrecht, syn mlynáře Jindřicha ze sousedního Klášterského mlýna. Roku 1662 se majitelem stal Jiří Ludvík, v jehož rodině zůstal až do roku 1933.
Stará vodní kola nahradila turbína na začátku 2. světové války, nedlouho poté byl mlýn dle rozhodnutí protektorátní vlády uzavřen; od té doby se zde pouze šrotovalo krmení pro dobytek. Podruhé uzavřen byl v roce 1951 z rozhodnutí ONV Domažlice. Roku 1963 obdrželi majitelé žádost rady MNV Domažlice o vykoupení mlýna a o rok později proběhla jeho demolice kvůli výstavbě křižovatky.

## Popis
Areál mlýna tvořila mlýnice a vodní náhon. Patrová budova byla kryta sedlovou střechou s polovalbou a ve štítu měla drobnou plastiku. Její průčelí byla hladce omítaná, s pravoúhlými nečleněnými okny. Na straně do ulice Kozinovy byl ve střeše vestavěn dvouosý nástavec, ukončený hladkým trojúhelným štítem.
Voda na vodní kolo vedla náhonem. V roce 1907 byla stará kamenná složení nahrazena novými válcovými stolicemi. V roce 1930 mlýn poháněla 2 kola na svrchní vodu (1. dosahovalo průměru 3,30 m, šířka mezi věnci 70 cm, hloubka korečků 28 cm, 8 otáček za minutu, 2. kolo bylo o něco širší. Hltnost obou kol byla asi 460 l/s.). Od roku 1940 zde pracovala Francisova turbína od výrobce Union a.s., České Budějovice (spád 3,7 m, max hltnost při hydraulické účinnosti 0,80/184 l/s. Max výkon 7 KS), která byla vložena do lednice místo vodních kol.